# Hereford (Pennsylvania)
Hereford  è una township degli Stati Uniti d'America, nella contea di Berks nello Stato della Pennsylvania. Secondo il censimento del 2000 la popolazione è di 3.174 abitanti.

## Società

### Evoluzione demografica
La composizione etnica vede una maggioranza della razza bianca (98,17%), seguita da quella asiatica (0,47%) dati del 2000.
| township di Hereford Popolazione |       |
| 2000                             | 3.174 |
| Stima al 2009                    | 3.325 |